# Antheua karschi
Antheua karschi är en fjärilsart som beskrevs av Embrik Strand 1912. Antheua karschi ingår i släktet Antheua och familjen tandspinnare. Inga underarter finns listade i Catalogue of Life.